# Diskontgeschäft
Das Diskontgeschäft war im Bankwesen der Ankauf von noch nicht fälligen Wechseln durch Kreditinstitute. 

## Allgemeines
Aus dem Diskontgeschäft resultierte der Diskontkredit, den es ebenfalls nicht mehr gibt. Der Rediskont der Geschäftsbanken bei der Zentralbank war die Refinanzierungsquelle für das Diskontgeschäft mit den Bankkunden. Diskontgeschäft, Diskontkredit, Diskontsatz und Rediskont beinhalten als Wortbestandteil „Diskont“, ein Lehnwort (aus italienisch disconto, „Abzug“). Der Abzug bestand darin, dass vom Nennwert des Wechsels der Diskontsatz für den Zeitraum zwischen Diskontierung und Fälligkeit des Wechsels abgezogen und als Diskontkredit dem Kreditnehmer gutgeschrieben wurde. Der jeweils von den Banken berechnete Diskontsatz richtete sich dabei nach dem aktuellen Diskontsatz der Zentralbank.

## Geschichte
Die Diskontierung von Wechseln durch Kreditinstitute war in Deutschland seit August 1924 erlaubt (§ 21 Bankgesetz), was das Kreditgeschäft der Institute erheblich ausweitete. Die Vereinheitlichung des Wechselrechts durch Einführung des Wechselgesetzes im April 1934 erleichterte den Instituten die Kreditbearbeitung im Wechselgeschäft, das nunmehr aus Kreditgeschäft und Wechselinkasso bestand. 
Die Politik der Bundesbank zielte im Wesentlichen darauf ab, das Kreditangebotsverhalten der Banken und die Geld- und Kreditnachfrage der Wirtschaft mittelbar über Veränderungen der Bankenliquidität und der Zinsen am Geldmarkt zu steuern. Das leitete sich aus § 15 BBankG a. F. ab, der der Bundesbank das Recht einräumte, zur Beeinflussung des Geldumlaufs und der Kreditgewährung den Diskontsatz festzulegen. Das Rediskontgeschäft der Bundesbank ergab sich entsprechend aus § 19 BBankG a. F. Der Wechsel als Kredit- und Zahlungsmittel spielte in der deutschen Wirtschaft lange Zeit eine zentrale Rolle. Das (Re-)Diskontvolumen erreichte deshalb 1979/1980 seinen Höhepunkt und wurde zur entscheidenden Quelle der Zentralbankgeldversorgung.
Der Diskontsatz spielte bis 1986 die entscheidende Rolle bei der Refinanzierung der Kreditinstitute durch die Bundesbank und als Leitzins, denn die Banken konnten sich durch Verkauf von bundesbankfähigen Wechseln Liquidität zum Diskontsatz beschaffen. Im Dezember 1986 war der Anteil der Diskontkredite an der Mittelaufnahme auf 60 % gesunken. Seit 1987 hatte die Diskontierung von Wechseln an Bedeutung verloren, so dass der Lombardsatz in den Vordergrund trat. Die Wechselrefinanzierung trat im Vergleich zu den neuen offenmarktpolitischen Instrumenten der Bundesbank sukzessive in den Hintergrund; ihr Anteil an den gesamten Notenbankkrediten belief sich 1994 nur noch auf 29,5 % gegenüber 83,5 % im Jahre 1980. An ihre Stelle waren die Wertpapierpensionsgeschäfte getreten. Betrug deren Anteil an der Gesamtrefinanzierung 1980 lediglich 6 %, so machten sie 1994 bereits 69,7 % aus.
Die Europäische Zentralbank (EZB) und damit das Eurosystem betreibt seit Januar 1999 kein Rediskontgeschäft mehr. Da deshalb für Kreditinstitute diese Refinanzierungsquelle entfallen ist, diskontieren sie ebenfalls keine Wechsel mehr von ihren Kunden. In Deutschland waren bis Dezember 1998 die Diskontgeschäfte der Bundesbank im Rahmen ihrer Diskontpolitik in § 19 Abs. 1 Nr. 3 BBankG a. F. geregelt. Hier und in ihren Allgemeinen Geschäftsbedingungen legte sie die Bedingungen fest, zu denen die Geschäftsbanken eine Rediskontmöglichkeit eingeräumt bekamen. Diese Bedingungen wurden auf das Diskontgeschäft der Kreditinstitute mit ihren Bankkunden entsprechend übertragen. 
Der Wechsel und damit der Diskontkredit ist im täglichen Bankwesen heute ohne Bedeutung, weil er auch aufgrund seines Urkundeformats nicht „maschinen- bzw. computerfähig“ und damit relativ personal- und kostenintensiv war und zudem auch seine Funktion als Kredit- und Zahlungsmittel in der deutschen Wirtschaft weitgehend eingebüßt hat.

## Rechtsgrundlagen
Rechtsgrundlagen des Diskontgeschäfts waren das Wechselgesetz, das Bundesbankgesetz sowie die jeweiligen Allgemeinen Geschäftsbedingungen der Kreditinstitute. Die Diskontierung ist rechtlich ein Kaufvertrag nach § 433 BGB und gilt als Bankgeschäft nach § 1 Abs. 1 Nr. 3 KWG. Die Betätigung im Diskontgeschäft erforderte deshalb eine Banklizenz. Der Diskontkredit gehörte zu den Kreditgeschäften, die durch die wechselrechtliche Haftung insbesondere des Bezogenen und der Indossantenhaftung eine automatische Personalsicherheit als Kreditsicherheit besaßen.  

## Heutige Bedeutung
Um die Sicherheit von Diskontgeschäften noch weiter zu erhöhen, diskontierten Institute die Wechsel nur bis zur Höhe des dem Kunden gewährten Diskontkreditrahmens (Kreditlimit). Im Regelfall wurden nur Handelswechsel mit einer verbleibenden Restlaufzeit von höchstens drei Monaten mit mindestens drei als zahlungsfähig bekannten Wechselbeteiligten angekauft. Bei ihrem Diskontgeschäft richteten sich die Banken nach dem Rediskontgeschäft der Bundesbank, weil sie die von ihren Bankkunden diskontierten Wechsel meist bei der Bundesbank rediskontierten. Dieses Diskontgeschäft wurde bis Dezember 1998 nach Maßgabe des § 19 Abs. 1 Nr. 1 BBankG a. F. im Rahmen der Diskontpolitik praktiziert. Die Bundesbank räumte den Geschäftsbanken Rediskont-Kontingente ein, also individuell für jedes Kreditinstitut festgelegte Fazilitäten.  
Der Wechsel und damit das Diskontgeschäft hat im täglichen Kreditgeschäft heute keine Bedeutung mehr. Die Europäische Zentralbank rediskontiert keine Wechsel; Handelswechsel sind nur noch als Pfand notenbankfähig.